# アラン・ロイド・ホジキン
サー・アラン・ロイド・ホジキン（Sir Alan Lloyd Hodgkin、1914年2月5日 - 1998年12月20日）は、イギリスの生理学者で生物物理学者。中枢神経系の調節に応じて各器官が動くために必要な、神経細胞の活動電位の研究により、アンドリュー・フィールディング・ハクスリーとともに1963年度のノーベル生理学・医学賞を受賞した。1963年にはシナプスの研究者のジョン・C・エックルスも同賞を受賞している。ホジキンとハクスリーはイオンチャネル仮説を打ちたてたが、この仮説はわずか10年後に検証された。

## 経歴
オックスフォードシャー州バンベリー出身。ノーフォーク州ホルトのグレシャム・スクールとケンブリッジ大学トリニティ・カレッジで教育を受けた。彼は1972年に大英帝国勲章ナイト・コマンダーを、1973年にメリット勲章を受勲した。1948年に王立協会フェローに選出され、1970年から75年にかけて王立協会の会長となった。同協会から1957年にクルーニアン・メダル、1958年にロイヤル・メダル、1965年にコプリ・メダルを受賞した。
1978年から84年にかけてはトリニティ・カレッジの学長を務めた。

## 業績
イオンチャネル仮説を証明するために活動電位を測る実験で、「ボルテージクランプ」と呼ばれる電気生理学的な技術が初めて用いられた。この実験に使われたもう一つの大きな要素はアメリカケンサキイカ（Loligo pealei）の巨大な軸索であり、これによって、通常は扱えないほど小さな神経線維の電流を記録することができた。この実験は1935年にケンブリッジ大学でカエルの坐骨神経を使って始められ、第二次世界大戦による中断を挟みながら1940年代まで続けられた。
戦中は、自発的にイギリス空軍に衛生兵として従軍し、後に情報通信研究所でVillage Innなどのセンチメートル・レーダーの開発に関わった。
戦後、ホジキンとハクスリーは1952年に理論を発表した。パッチクランプ法が開発されると、イオンチャンネルの存在は確かに確認され、この業績でエルヴィン・ネーアーとベルト・ザクマンは1991年度のノーベル生理学・医学賞を受賞した。